# Quảng cáo trên mạng xã hội

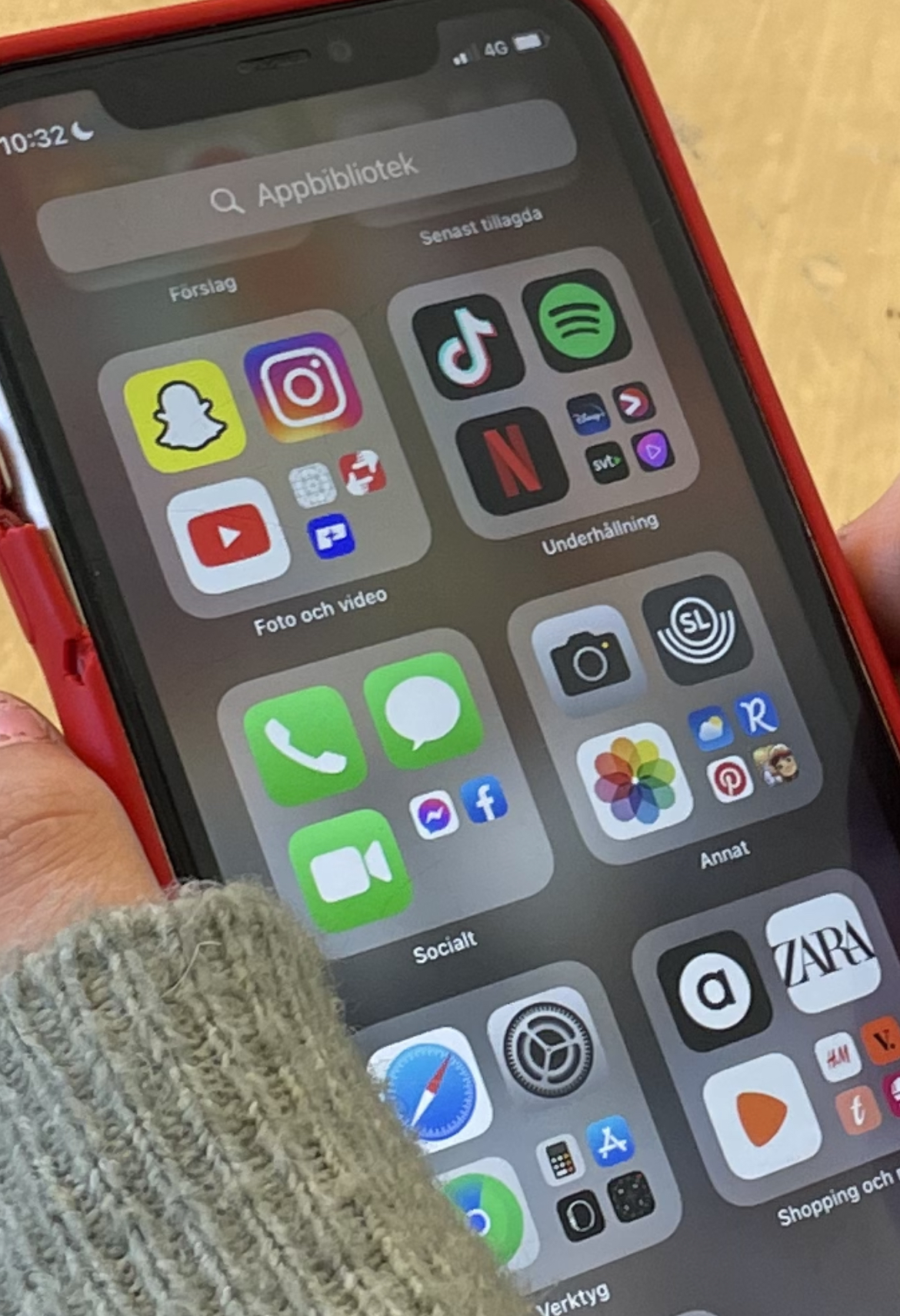
Những nền tảng quảng cáo trên mạng

Quảng cáo trên mạng xã hội (Social network advertising) là thuật ngữ được sử dụng để mô tả các hình thức quảng cáo trực tuyến và tiếp thị kỹ thuật số tập trung vào dịch vụ mạng xã hội, trong đó các doanh nghiệp trả tiền để hiển thị quảng cáo hoặc thông điệp tài trợ của họ cho người dùng trên các nền tảng mạng xã hội, đây là việc sử dụng các mạng xã hội và các nền tảng tương tự để truyền tải thông điệp quảng cáo đến đối tượng mục tiêu. Một khía cạnh quan trọng của loại hình quảng cáo này là các nhà quảng cáo có thể tận dụng thông tin nhân khẩu học, tâm lý học và các điểm dữ liệu khác của người dùng để nhắm mục tiêu quảng cáo của họ. Chiến lược nhắm mục tiêu trên phương tiện truyền thông xã hội kết hợp các tùy chọn nhắm mục tiêu (chẳng hạn như nhắm mục tiêu theo địa lý, nhắm mục tiêu theo hành vi và nhắm mục tiêu theo tâm lý xã hội) để có thể xác định nhóm mục tiêu chi tiết. Các yếu tố thiết yếu cũng bao gồm lượt thích, bình luận, lượt xem và lượt theo dõi của người dùng trên các nền tảng truyền thông xã hội với mục tiêu truyền thông xã hội, quảng cáo được phân phối dựa trên thông tin thu thập được từ hồ sơ nhóm mục tiêu. 
Quảng cáo mạng xã hội khác với mục tiêu truyền thông xã hội. Mục tiêu truyền thông xã hội nâng cao quảng cáo bằng cách tận dụng dữ liệu hồ sơ để phân phối quảng cáo trực tiếp đến từng người dùng. Ngược lại, quảng cáo mạng xã hội liên quan đến việc sắp xếp người dùng mạng xã hội với các nhóm mục tiêu do nhà quảng cáo chỉ định. Quảng cáo truyền thông xã hội bao gồm việc tạo nội dung trên các nền tảng truyền thông xã hội, tương tác với người theo dõi và thực hiện quảng cáo. Các nhà quảng cáo có thể nhắm mục tiêu đối tượng dựa trên các yếu tố nhân khẩu học (tuổi, giới tính, vị trí địa lý, ngôn ngữ, trình độ học vấn, nghề nghiệp), sở thích, hành vi trực tuyến, mối quan hệ, và nhiều yếu tố khác. Điều này giúp quảng cáo tiếp cận được những người có khả năng quan tâm nhất đến sản phẩm/dịch vụ. Các nền tảng mạng xã hội cung cấp nhiều loại định dạng quảng cáo khác nhau, từ quảng cáo hình ảnh, video, băng chuyền (carousel), slideshow, quảng cáo động (dynamic ads), quảng cáo trong Stories, quảng cáo dẫn dắt (lead ads), đến quảng cáo tương tác (ví dụ: bình chọn, game nhỏ).

## Các trang mạng

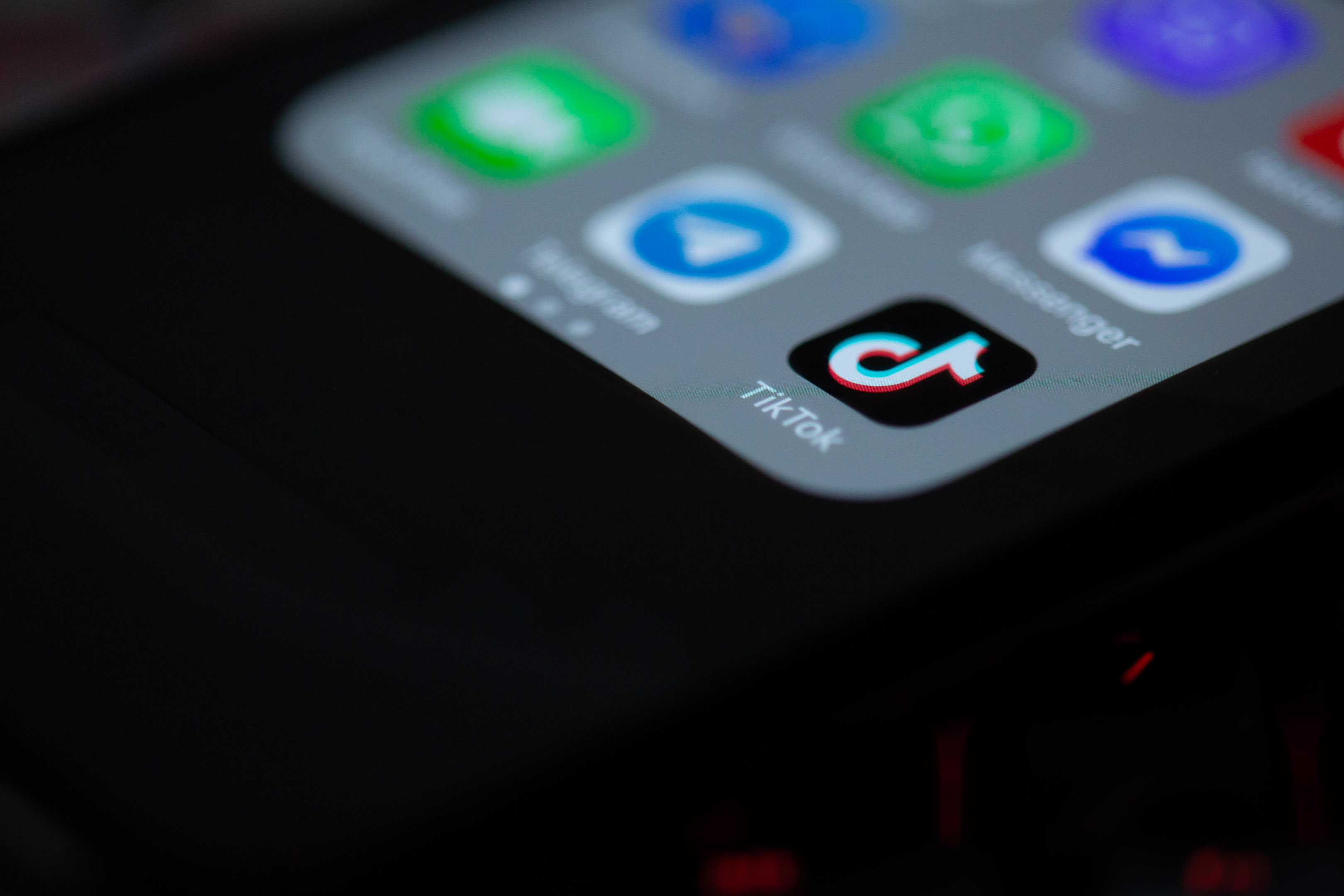
Quảng cáo trên TikTok

Các nền tảng mạng xã hội phổ biến dành cho quảng cáo:
- Facebook (với sản phẩm Facebook Ads) hiện tại là nền tảng lớn nhất với lượng người dùng đông đảo và khả năng nhắm mục tiêu chi tiết. Những đặc điểm này bao gồm vị trí địa lý, giới tính, độ tuổi, công việc, tình trạng mối quan hệ và sở thích như âm nhạc[2]. Nhiều nhà quảng cáo mới sử dụng Facebook làm nền tảng vì họ có bảng điều khiển dễ sử dụng, miễn phí truy cập trong khi vẫn có lượng lớn đối tượng cho quảng cáo của họ[3].
- Instagram thường tập trung vào hình ảnh và video, rất hiệu quả cho các ngành hàng thời trang, làm đẹp, du lịch, ẩm thực[4]. Trên Instagram, các công ty có thể thuê người có sức ảnh hưởng để quảng cáo, đăng bài từ tài khoản công ty hoặc mua quảng cáo từ Meta, công ty mẹ của Instagram[5].
- TikTok là Nền tảng video ngắn phát triển nhanh chóng, đặc biệt thu hút giới trẻ.
- Snapchat là một ứng dụng nhắn tin đa phương tiện do Snap Inc phát triển. Một trong những tính năng chính của ứng dụng này là hình ảnh và tin nhắn thường chỉ khả dụng trong thời gian ngắn trước khi người nhận không thể truy cập được nữa. Facebook là nền tảng quảng cáo xã hội phổ biến nhất, nhưng ngày càng có nhiều người trẻ sử dụng Snapchat. Dữ liệu của Pew Research Center cho thấy 78% người Mỹ trẻ (18–24 tuổi) sử dụng Snapchat và 54% trong nhóm 25–29 tuổi[6].
- X (Twitter)[7] là nền tảng hữu hiệu, phù hợp cho tin tức cập nhật nhanh, tương tác thời gian thực và xây dựng cộng đồng. Quảng cáo được hiển thị trên Twitter được phân loại thành ba loại: tweet được quảng cáo, tài khoản được quảng cáo và xu hướng được quảng cáo[8].
- LinkedIn là mạng xã hội chuyên nghiệp, chuyên trang lý tưởng cho quảng cáo B2B (doanh nghiệp đến doanh nghiệp), tuyển dụng và các sản phẩm/dịch vụ hướng đến đối tượng doanh nhân, chuyên gia. Loại quảng cáo phổ biến nhất trên LinkedIn là bài đăng được tài trợ hoặc nội dung được tài trợ trực tiếp. Những quảng cáo này được sử dụng để chia sẻ nội dung và cập nhật công ty và hướng người dùng đến trang đích[9]. LinkedIn sử dụng vị trí và các thuộc tính của đối tượng như công ty, kinh nghiệm làm việc, trình độ học vấn, nhân khẩu học, sở thích và đặc điểm, cũng như đối tượng tùy chỉnh được tạo bằng cách sử dụng đối tượng phù hợp[10].
- Pinterest có thế mạnh là nền tảng khám phá ý tưởng trực quan, hiệu quả cho các sản phẩm liên quan đến thiết kế, trang trí nhà cửa, thủ công, thời trang.
- Zalo là ứng dụng phổ biến tại Việt Nam, cung cấp các giải pháp quảng cáo tiếp cận người dùng trong nước.
- YouTube: là nền tảng chia sẻ video, nhưng quảng cáo trên YouTube thường được xếp vào nhóm quảng cáo mạng xã hội do tính tương tác và cộng đồng cao. Được tạo ra vào năm 2005, YouTube hiện là một trong những trang web phổ biến nhất, với lượng người truy cập xem khoảng 6 tỷ giờ video mỗi tháng[11].